# Conyers Middleton

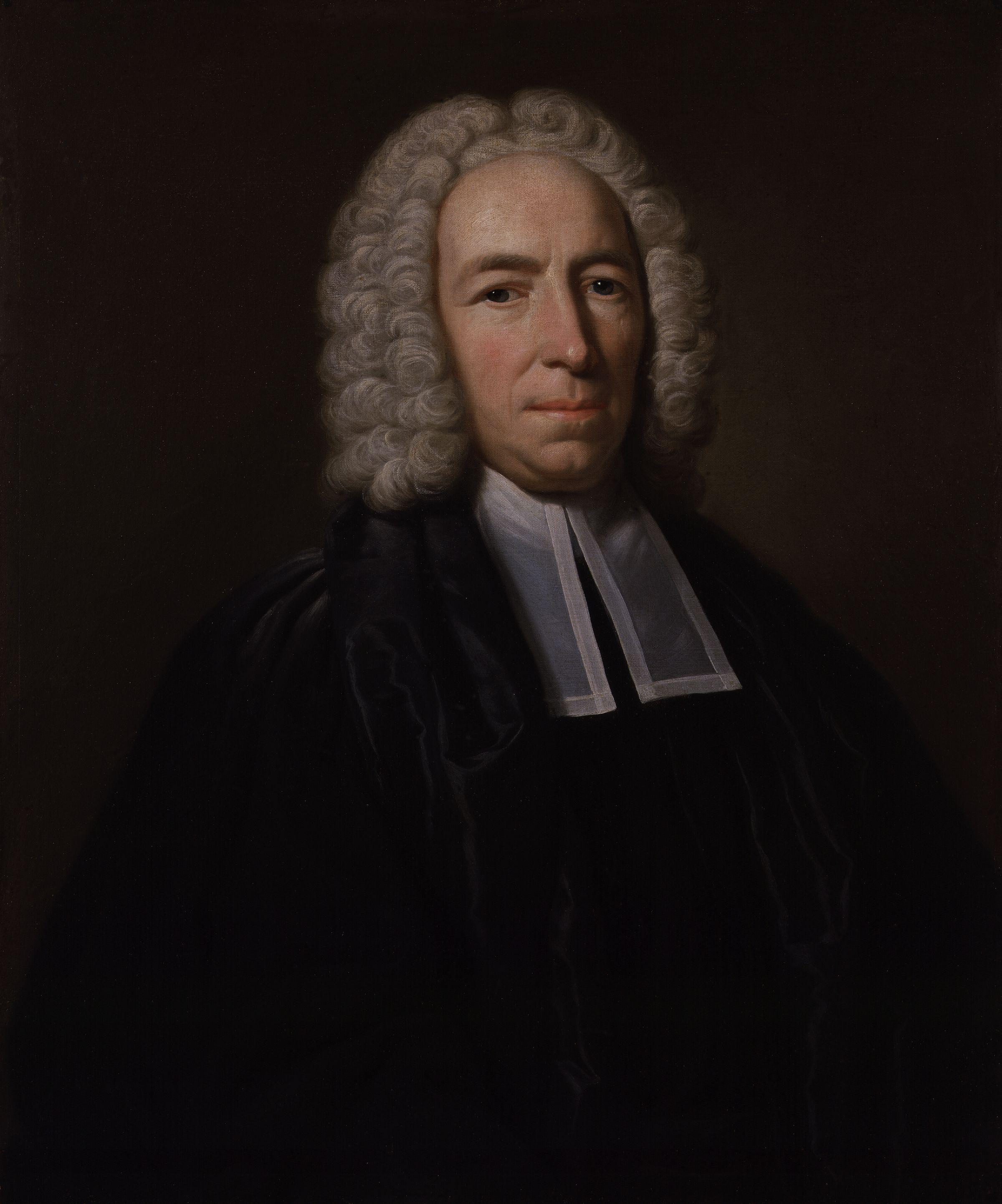
Conyers Middleton por John Giles Eccardt

Conyers Middleton (27 de diciembre de 1683 - 28 de julio de 1750) fue un clérigo británico.
Middleton nació en Yorkshire, y fue educado en la escuela de York y en el Trinity College, Cambridge.
Se graduó de la Universidad de Cambridge, tomó las sagradas órdenes, y en 1706 obtuvo una beca, que renunció al entrar en un matrimonio ventajoso. En 1717, se vio envuelto en una disputa con Richard Bentley en la concesión de grados. Escribió varios folletos mordaces, entre ellos el de "Observaciones" y "Más observaciones" sobre las propuestas de Bentley para una nueva edición del Nuevo Testamento Griego, en la que éste trató de hacer su propio caso del texto del Nuevo Testamento.

## Obras
- A Letter from Rome, Shewing an Exact Conformity Between Popery and Paganism, 1729
- A Free Inquiry into the Miraculous Powers, which are Supposed to Have Subsisted in the Christian Church, 1749
- Reflections on the variations, or inconsistencies, which are found among the four Evangelists (póstumo, 1752)